# Skalbjerg
Skalbjerg is een plaats in de Deense regio Zuid-Denemarken, gemeente Assens. De plaats telt 635 inwoners (2020). Skalbjerg ligt aan de spoorlijn Nyborg - Fredericia.